# Alberto García-Alix
Alberto García-Alix, né le 22 mars 1956 à León, est l'un des plus importants photographes espagnols.

## Biographie
Commençant son travail artistique en 1976, après la mort du général Franco, Alberto García-Alix est considéré à partir des années 1980 comme l'un des principaux acteurs du mouvement culturel de la Movida, bien qu'il s'en défende et se présente comme un photographe marginal : des milieux underground de la nuit, du rock'n'roll, des bikers, des toxicomanes, des stars du porno. 
Depuis quelques années, il réalise également des vidéos.
Récompensé du Prix national de la photographie espagnol (1999), il a réalisé plus d'une trentaine d'expositions et publié dans de grands magazines de mode (Vogue, Vanity Fair). 
Reconnu dans le milieu de l'art contemporain, ses œuvres sont aujourd'hui présentes dans plusieurs musées en Espagne, et il expose à travers le monde. 
Aujourd'hui Alberto García-Alix est parfois qualifié de « plus grand photographe espagnol contemporain ».
En 2014, il expose sa série photographique Faux horizons à la Maison européenne de la photographie à Paris.

## Expositions
- Octobre 2014 - Janvier 2015, il expose sa série photographique "faux horizons" à la maison Européenne de la photographie a Paris
- 2007, Les Rencontres d'Arles, France. Exposition et projection au Théâtre Antique.
- Musée Reina Sofía, Madrid, À l'occasion de la sortie de son premier film "De donde no se vuelve", le musée organise une rétrospective de son œuvre des années 1980 à nos jours
- Museo de Arte Ontemporánea de Castilla y León
- Centro Galego de Arte Contemporánea, Saint-Jacques de Compostelle
- Musée d'Art contemporain, Madrid

## Prix et reconnaissance
- Prix national de la photographie, 1999[3]
- Médaille d'or du mérite des beaux-arts, 2019[4]